# Tutorial
Mit dem englischen Lehnwort Tutorial [tuːˈtɔːɹiəl] (lateinisch tueri „beschützen, bewahren, pflegen“) bezeichnet man im neueren Sprachgebrauch eine schriftliche oder filmische Gebrauchsanleitung, welche ein Thema, einen gewissen Vorgang oder eine Funktion erklärt.

## Beschreibung
Tutorials, welche sich beispielsweise auf ein Programm, Gerät o. ä. beziehen, werden häufig vom Hersteller selbst, in anderen Bereichen auch von erfahrenen Benutzern erstellt und ermöglichen es Neulingen, ähnlich wie bei einer individuellen Schulung, Erfahrung zu sammeln und ohne Lehrkraft schnell Ergebnisse zu erzielen. Häufig beziehen sich Tutorials auf einen gewissen Bereich eines umfassenderen Themas und dienen somit der Einführung in ein Thema oder der Erklärung gewisser Themenabschnitte.
Tutorials sind besonders im Internet auf Videoplattformen zu finden. Sie können auch Teil eines Computerprogramms sein und dieses durch das Prinzip Learning by Doing erklären (häufige Anwendung in Computerspielen).